# Matambre
Matambre é um pedaço de carne que se extrai dentre a pele e a costela do gado bovino.
O matambre pode ser preparado de várias formas. A mais conhecida é o matambre enrolado, preparado típico da Argentina, Paraguai e Uruguai, que se consume principalmente na época natalina. Trata-se de uma receita para o preparo de um frio para ser consumido a qualquer hora, como petisco ou normalmente com acompanhamento, na forma de sanduíche.

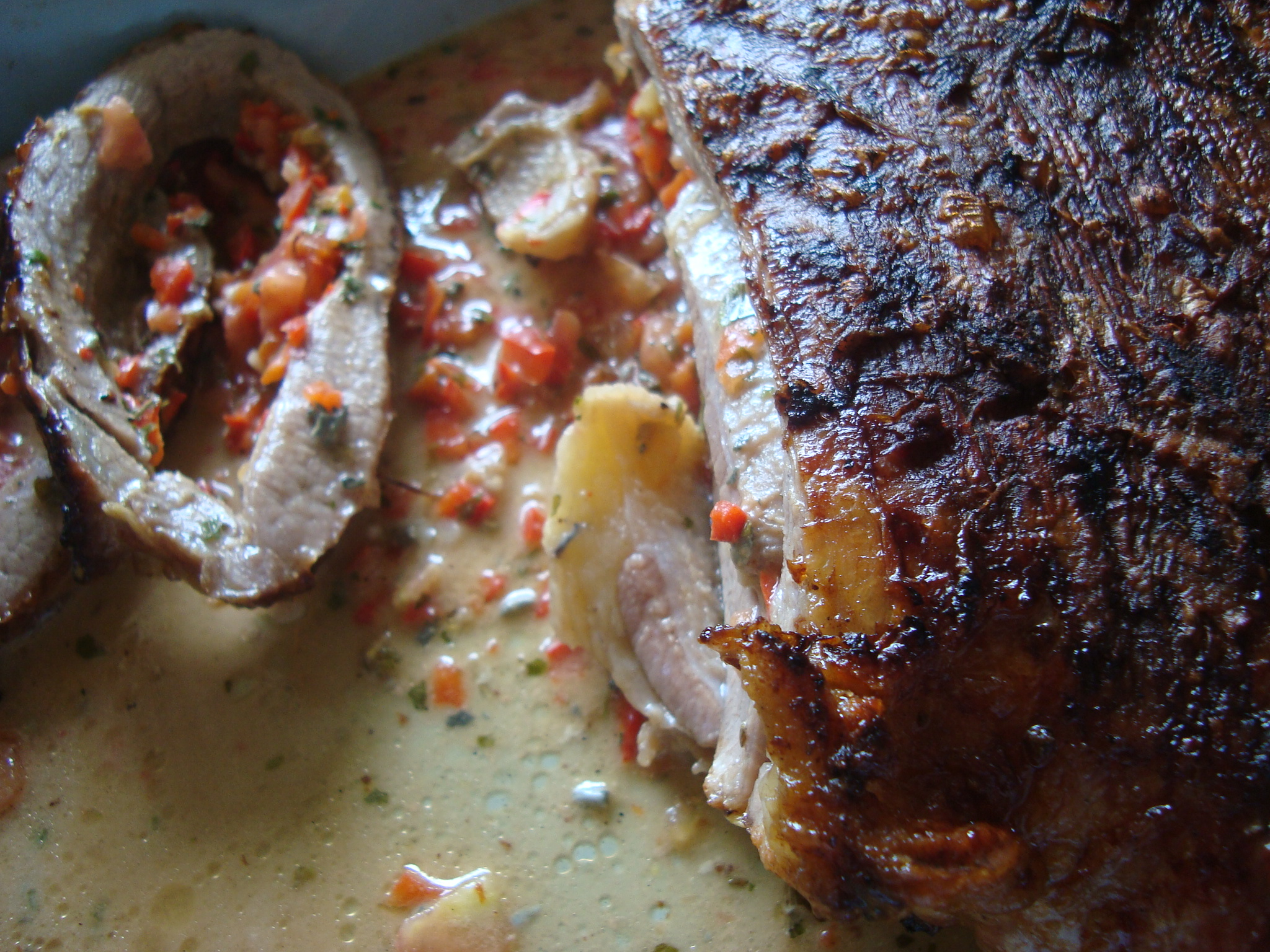
Matambre recheado grelhado.

## Sinônimos
No Chile é conhecido como malaya. Nos Estados Unidos os mexicanos o chamam suadero ou sobrebarriga; este último termo é usado também na Colômbia. Na Espanha o corte vacum é denominado falda.

## Preparos clássicos
A forma mais comum de preparação é esticar a carne e sobre ela colocar salsa picada, fatias de cenoura, pimenta e pimentão moído, ovos cozidos duros e condimentar com um pouco de azeite e sal. Depois enrolar e atar firmemente.

## Formas de cozimento

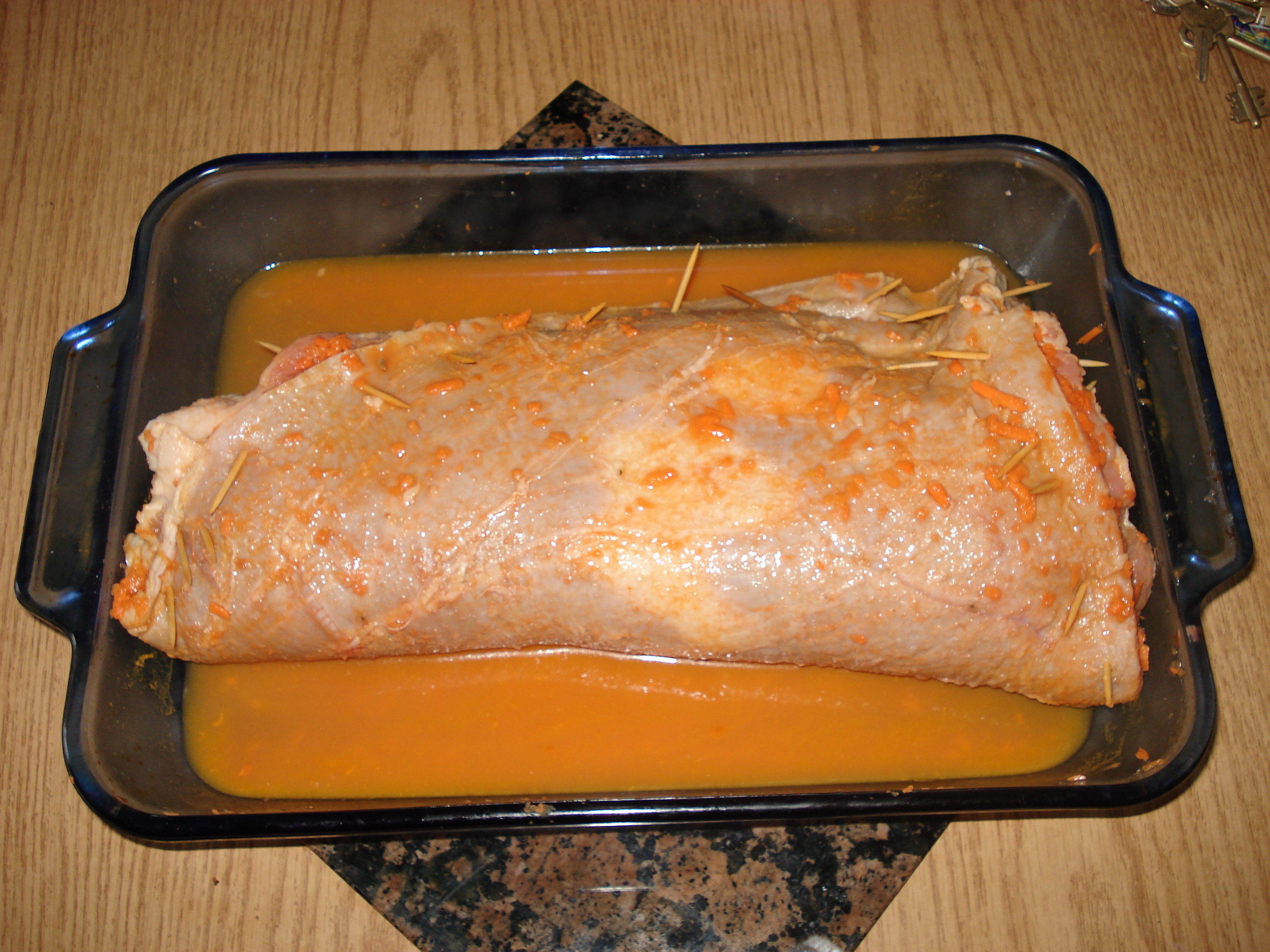
Preparado do matambre recheado, antes de cozinhar.

Pode ser cozido em água fervente, sendo neste caso enrolado em um pano, ou pode ser assado em um forno ou pode também, ir direto na churrasqueira.
Sendo um corte de carne de terceira qualidade, portanto muito duro, deve ser cozido no mínimo por três horas (dependendo do tamanho do matambre).
Outra forma é dobrá-la ao meio, recheado com cenoura ralada, cebola, pimentão, costurado com linha e agulha, ou com palitos, assegurando-se que não abra.